# 木下智佳子
木下 智佳子（きのした ちかこ、1963年8月25日 - ）は、テレビ朝日福祉文化事業団所属の社員で、テレビ朝日の元アナウンサー。東京都板橋区出身。旧姓は前川。

## 略歴
- 幼稚園から学習院に在籍し、学習院大学文学部心理学科卒業後の1986年、テレビ朝日にアナウンサーとして入社した。
- ワイドショーからバラエティー、報道、スポーツまで幅広く担当した。『ミュージックステーション』でサブMCを務めた最初の女性アナウンサーでもある。またこんにちは2時の司会担当時、なぎら健壱とのコーナーで替え歌を歌い、あまりに音痴で西川峰子に怒られた[1]。
- 1996年6月26日、ベンチャー企業のサラリーマンと結婚した[1]。その後、2000年にアナウンス部兼務でニュースステーションのディレクターとして介護保険の特集を手がけた他、経済部記者として東京証券取引所から連日リポートも行った。
- 2003年に新設されたお客様フロント部へ異動し、学生・生徒らの局内見学、小中学校でテレビ局の仕事について教える出前授業などの基盤を構築した。
- 2005年民教協業務部、財団法人民間放送教育協会に異動し「いきいき!夢キラリ」、「生きる×2」などのドキュメンタリー「発見!人間力」のプロデューサーとなる。
- アナウンサー出演の舞台「voice」の初代プロデューサーとして、舞台をウェブ放送とDVD化というメディアミックスで作った。
- 現在はテレビ朝日福祉文化事業団で児童福祉事業を担当している[2]。

## 主な出演番組
報道・情報番組
| 期間       | 期間      | 番組名                | 役職                       |
| ---------- | --------- | --------------------- | -------------------------- |
| 1986年10月 | 1994年9月 | こんにちは2時         | 司会                       |
| 1993年4月  | 1993年9月 | 報道多チャンネル      | レポーター                 |
| 1994年10月 | 1996年9月 | ANNニュースフレッシュ | 金・土曜日担当キャスター   |
| 1995年10月 | 1996年9月 | ANNニュース           | 週末昼枠での担当キャスター |
| 1996年10月 | 1998年3月 | 早起き一番!天気&NEWS  | （不明）                   |
| 1998年4月  | 1998年9月 | 早起き!チェック       | 金曜日担当司会             |

その他
- ミュージックステーション（1989年 - 1990年3月）
- パリ・ダカール・ラリー
- あまから問答

## 同期入社アナウンサー
- 松井康真（ミュージックステーションで共演、定年退職後フリーアナウンサー）
- 雪野智世（退社、フリーアナウンサー）
- 曽根かおる（退社、国際連合広報センター東京事務所長）